# 拉季米奇人

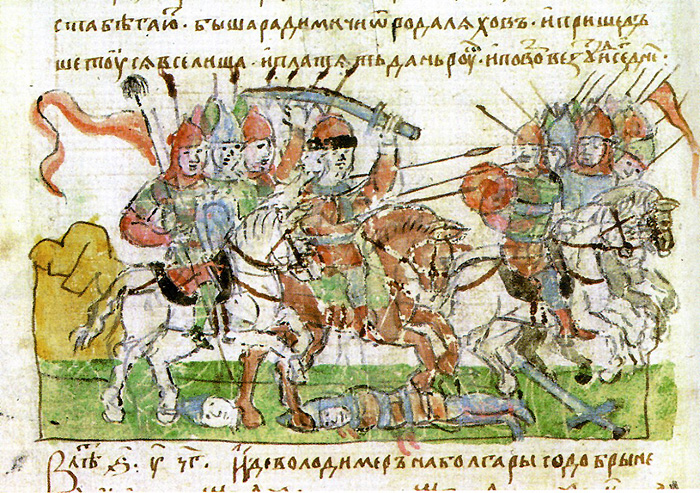
中世纪拉齐维乌编年史中的缩影，展示了一个古老的拉季米奇人部落

拉季米奇人， 一译拉迪米奇人（英语：Radimichs）是1千纪最后几个世纪的一个东斯拉夫部落，居住在索日河及其支流流域之下的第聂伯河上东部地区。这个名字可能源自该部落祖先的名字——拉季米（Radim）。根据俄罗斯编年史的传统，“……但有来自莱基特人的拉季米奇人来到这里定居并向罗斯人进贡，wagon一直留到了今天”（wagon是征收的一种税，缴纳后便有权拥有自己的王子）。然而，在科学文献中，对于拉季米奇人的种族划分并没有达成共识。考古证据表明，这个部落联盟具有斯拉夫-波罗的海混血起源。
拉季米奇家族居住在第聂伯河上游和杰斯纳河沿索日河及其支流的交汇处（现代白俄罗斯的维捷布斯克地区以南、莫吉廖夫和戈梅利地区以东、现代俄罗斯的布良斯克地区以西、斯摩棱斯克地区以西南）。关于拉季米奇的书面证据出现于885年至1169年间。

## 另请参见
- 中世纪斯拉夫部落列表（英语：List of early Slavic peoples）
- 克里维奇人，位于其北部（今白俄罗斯附近）
- 德列戈维奇人，位于其西部（今白俄罗斯附近）
- 德列夫利安人，位于其西南部